# Jean Negulesco

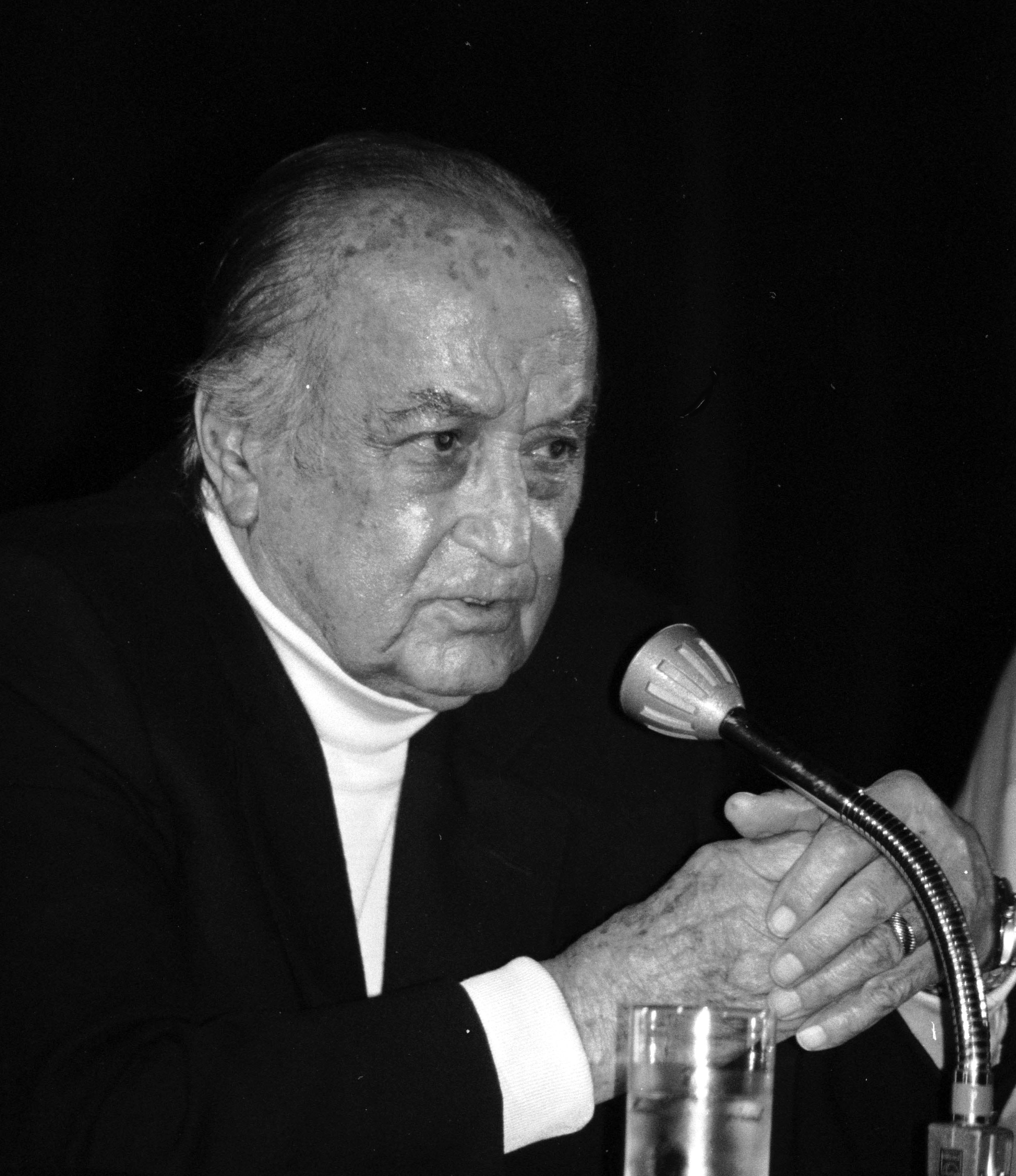
Jean Negulesco, 1986

Jean Negulesco (* 26. Februar 1900 in Craiova, Rumänien; † 18. Juli 1993 in Marbella) war ein US-amerikanischer Maler und Filmregisseur rumänischer Abstammung.

## Leben
Negulesco war von Geburt Rumäne, zog aber früh nach Paris. Dort wollte er als Maler reüssieren und lernte dabei seinen Landsmann Constantin Brâncuși kennen. Zu seinen Freunden zählten Amedeo Modigliani, Pablo Picasso, Francis Picabia, Man Ray und Jean Cocteau.
Nach Hollywood kam er über die Côte d’Azur, er begegnete in Nizza Rudolph Valentino und Rex Ingram. Anfang der 1930er-Jahre stieg Negulesco in das Filmgeschäft ein. Für die Verfilmung von Faulkners Roman Die Freistatt, The Story of Temple Drake, schuf Negulesco das Storyboard. Im Verlaufe der 1930er-Jahre arbeitete er als Drehbuchautor und Regieassistent, ehe er Anfang der 1940er-Jahre selbst erste Kurzfilme als Regisseur verantwortete.
1944 drehte Negulesco sein erstes großes Filmprojekt Die Maske des Dimitrios für das Studio Warner Brothers. Negulesco bewies mit seinen frühen Filmen, oft Melodramen und Thriller, die teilweise dem Film noir zugerechnet werden, ein Gefühl für atmosphärische Inszenierung. 1949 war Negulesco für den Film Schweigende Lippen in der Kategorie Beste Regie für einen Oscar nominiert. Der Film erhielt zwölf Nominierungen; Negulesco selbst ging leer aus, nur Jane Wyman durfte die Auszeichnung als beste Schauspielerin entgegennehmen. Von 1948 bis Ende der 1950er-Jahre arbeitete Negulesco für das Studio 20th Century Fox, wo er durch seine Meisterschaft im Umgang mit dem CinemaScope-Verfahren auffiel. In den 1950er-Jahren wandte sich Negulesco zusehends heiteren Filmstoffen zu und war unter anderem mit den Komödien Wie angelt man sich einen Millionär?, Drei Münzen im Brunnen und Daddy Langbein erfolgreich.
1949 besuchte er die renommierte Galerie Drouant-David in Paris, kaufte 21 Bilder von Bernard Buffet und besaß später als bevorzugter Sammler von Buffet mehr als 150 seiner Werke. Im Verlaufe der 1960er-Jahre, mit dem endgültigen Schluss des klassischen Hollywood-Kinos, klang Negulescos Karriere aus. Seinen letzten Film Hello – Goodbye inszenierte er im Jahr 1969. Er zog in den späten 1960er-Jahre nach Spanien, wo er sich weiterhin als Kunstsammler betätigte.
Negulesco wurde später mit einem Stern auf dem Hollywood Walk of Fame geehrt. Von 1947 bis zu seinem Tod im Juli 1993 war er mit der Schauspielerin Dusty Anderson (1918–2007) verheiratet.

## Filmografie (Auswahl)
- 1932: Madame verliert ihr Kleid (This Is the Night) – technischer Berater
- 1934: Tempel der Schönheit (Kiss and Make-Up) – Regieassistenz
- 1938: Als Salontiroler (Swiss Miss) – nur Drehbuch
- 1941: The Gay Parisian (Kurzfilm)
- 1942: The United States Marine Band (Kurzfilm)
- 1942: A Ship Is Born (dokumentarischer Kurzfilm)
- 1943: Cavalcade of Dance (Kurzfilm)
- 1943: Women at War (Kurzfilm)
- 1944: Die Maske des Dimitrios (The Mask of Dimitrios)
- 1944: Der Ring der Verschworenen (The Conspirators)
- 1946: Humoreske (Humoresque)
- 1946: Eine Lady für den Gangster (Nobody Lives Forever)
- 1946: Drei Fremde (Three Strangers)
- 1947: Das tiefe Tal (Deep Valley)
- 1948: Schweigende Lippen (Johnny Belinda)
- 1948: Nachtclub-Lilly (Road House)
- 1950: Drei kehrten heim (Three Came Home)
- 1950: Der Dreckspatz und die Königin (The Mudlark)
- 1952: Lockruf der Wildnis (Lure of the Wilderness)
- 1952: Schwarze Trommeln (Lydia Bailey)
- 1952: Ein Fremder ruft an (Phone Call from a Stranger)
- 1952: Fünf Perlen (O. Henry’s Full House)
- 1953: Der Untergang der Titanic (Titanic)
- 1953: Skandal um Patsy (Scandal at Scourie)
- 1953: Wie angelt man sich einen Millionär? (How to Marry a Millionaire)
- 1954: Drei Münzen im Brunnen (Three Coins in the Fountain)
- 1954: Die Welt gehört der Frau (Woman’s World)
- 1955: Daddy Langbein (Daddy Long Legs)
- 1955: Der große Regen (The Rains of Ranchipur)
- 1956: The Dark Wave (Dokumentar-Kurzfilm)
- 1957: Der Knabe auf dem Delphin (Boy on a Dolphin)
- 1958: Ein gewisses Lächeln (A Certain Smile)
- 1958: Geschenk der Liebe (The Gift of Love)
- 1959: Französische Betten (Count Your Blessings)
- 1959: Alle meine Träume (The Best of Everything)
- 1962: Jessica
- 1964: Drei Mädchen in Madrid (The Pleasure Seekers)
- 1969: Hello – Goodbye
- 1970: Die schmutzigen Helden von Yucca (The Invincible Six)

## Bibliografie
- Jean Negulesco: Things I Did ... and Things I Think I Did, Simon & Schuster, 1984.
- Michelangelo Capua: Jean Negulesco. The Life and the Films, McFarland, 2017. ISBN 978-1476666532.